# Jarosław Sobczyński
Jarosław Sobczyński (ur. 15 września 1977 roku w Tomaszowie Mazowieckim) – polski siatkarz występujący na pozycji środkowego, mistrz Polski (2006).

## Kariera sportowa
Jest wychowankiem Lechii Tomaszów Mazowiecki, reprezentował barwy AZS-AWF Biała Podlaska. W sezonie 2002/2003 występował w II lidze w barwach Resovii i wywalczył z tą drużyną awans do serii "B" Ligi. W sezonie 2003/2004 wygrał rozgrywki serii "B" I ligi z zespołem Górnika Radlin, jednak w sezonie 2004/2005 zajął z tym zespołem ostatnie (10) miejsce w ekstraklasie. W sezonie 2005/2006 występował w Skrze Bełchatów i wywalczył z nią mistrzostwo Polski. Był zawodnikiem rezerwowym, wystąpił w ośmiu spotkaniach. Po sezonie odszedł do spadkowicza z ekstraklasy Jokera Piła.
Z pilską drużyną zajął drugie miejsce w rozgrywkach I ligi, jednak jego zespół zrezygnował z dalszej gry na tym poziomie rozgrywek. W barwach Jokera występował do 2008 w II lidze, następnie przeszedł do III-ligowej Lechii Tomaszów Mazowiecki, z którą w sezonie 2008/2009 wywalczył awans do II ligi. W sezonie 2009/2010 reprezentował barwy III-ligowej Wolanki Wola Osowińska. W 2011 został trenerem zespołu LKS Caro Rzeczyca i wprowadził swój zespół w 2012 do II ligi. W sezonie 2013/2014 jego drużyna doszła do turnieju półfinałowego, w sezonie 2013/2014 do turnieju finałowego II ligi.